# Carl Ferdinand Reichel
Carl Ferdinand Reichel (* 7. Oktober 1800 in Grimma; † 27. September 1860 in Dresden) war ein deutscher Apotheker in Hohenstein-Ernstthal (Mohren-Apotheke, um 1834) und Chemnitz.

## Werdegang
Carl Ferdinand Reichel war als Sohn des Leisniger Subdiacons und Rektors Johannes Gottlob Reichel (1767–1810) ein Bruder des Theologen Ernst Moritz Reichel. Seine Ausbildung zum Apotheker machte er als Laborant bei dem bekannten Hamburger Apotheker Christoph Christian Ulrich Noodt (1781–1867).
Er erstellte ein Herbarium von ca. 7000 Pflanzen, das heute im Naturalienkabinett in Waldenburg aufbewahrt ist. Neben dem Herbarium befindet sich dort auch eine Mineraliensammlung von Reichel. Weitere Sammelobjekte von Reichel wurden dem Herbarium Dresdense und Museum für Naturkunde in Görlitz vermacht. Reichel war Dr. phil. und zog in seiner späteren Karriere nach Dresden.

## Veröffentlichungen (Auswahl)
- Das Mineralwasser von Hohenstein Schönburgschen. In: Journal für praktische Chemie. Band 38, 1835, S. 324–327 (online [abgerufen am 22. August 2012]).
- Ueber Lycopodium. In: Archiv der Pharmazie. Band 95, Nr. 2, 1846, S. 180–183.
- Bemerkungen über zwei im sächsischen Erzgebirge vorkommenden Arten von Lycopodium. In: Allgemeine deutsche naturhistorische Zeitung. Band 1, 1846, S. 3–5 (online [abgerufen am 22. August 2012]).
- Pharmakologisch-chemisches Verhalten und chemische Analyse einer als Königs-China in den Handel gebrachten, aber fälschlich so benannten Chinarinde. In: Archiv der Pharmazie. Band 103, Nr. 3, 1848, S. 288–295.
- Chemische Analyse des Hyraceum capense. In: Archiv der Pharmazie. Band 109, Nr. 1, 1849, S. 40–46.
- Die Basalte und Säulenförmigen Sandsteine der Zittauer Gegend in Sachsen und Böhmen. W. Engelmann, Leipzig 1852.
- Ueber die chemischen Bestandtheile der Chinarinden. In: Archiv der Pharmazie. Band 142, Nr. 1, 1857, S. 1–11 (online [abgerufen am 22. August 2012]).